# 10 (The Stranglers)
10 è il decimo album in studio del gruppo musicale The Stranglers, pubblicato nel 1990.

## Il disco
Fu l'ultimo con il cantante e chitarrista Hugh Cornwell. Una delle tracce dell'album, 96 Tears, è la cover del brano dei Question Mark & the Mysterians, e raggiunse la posizione n. 17 nella classifica dei singoli inglesi.

## Copertina
La copertina dell'album mostra i componenti della band vestiti come dieci dei più potenti leader politici del tempo: Yasser Arafat, Rajiv Gandhi, Papa Giovanni Paolo II, Michail Gorbačëv, Margaret Thatcher, George H. W. Bush, Fidel Castro, Muammar al-Gaddafi, Benazir Bhutto e Joshua Nkomo.

## Accoglienza
Raggiunse la posizione n. 15 e rimase quattro settimane nella classifica inglese degli album.

## Tracce
1. Sweet Smell of Success
2. Someone Like You
3. 96 Tears
4. In This Place
5. Let's Celebrate
6. Man of the Earth
7. Too Many Teardrops
8. Where I Live
9. Out of My Mind
10. Never to Look Back

Bonus track (ristampa CD 2001)
1. Instead of This
2. Poisonality
3. Motorbike
4. Something
5. You
6. !Viva Vlad!
7. All Day and All of the Night
8. Always the Sun (Sunny-Side Up Mix)

## Formazione
- Hugh Cornwell - chitarra, voce
- J.J. Burnel - basso, voce d'accompagnamento
- Jet Black - batteria
- Dave Greenfield - tastiere, voce d'accompagnamento

Altri musicisti
- Simon Morton - conga
- Chris Laurence - trombone
- Sid Gould - tromba
- Alex Gfford - sassofono